# سانت جوليا
سانت جوليا هو نادي كرة قدم في أندورا تأسس في 1982. يلعب في دوري أندورا الممتاز.

## وصلات خارجية
- الموقع الرسمي